# 펜트하우스

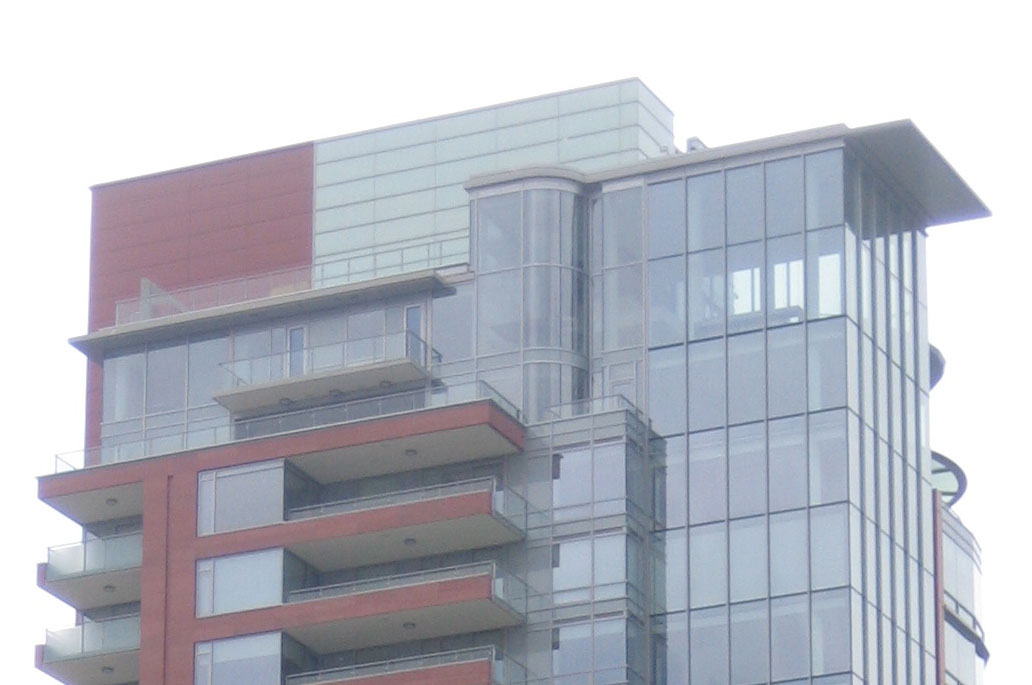
외부에서 촬영한 펜트하우스

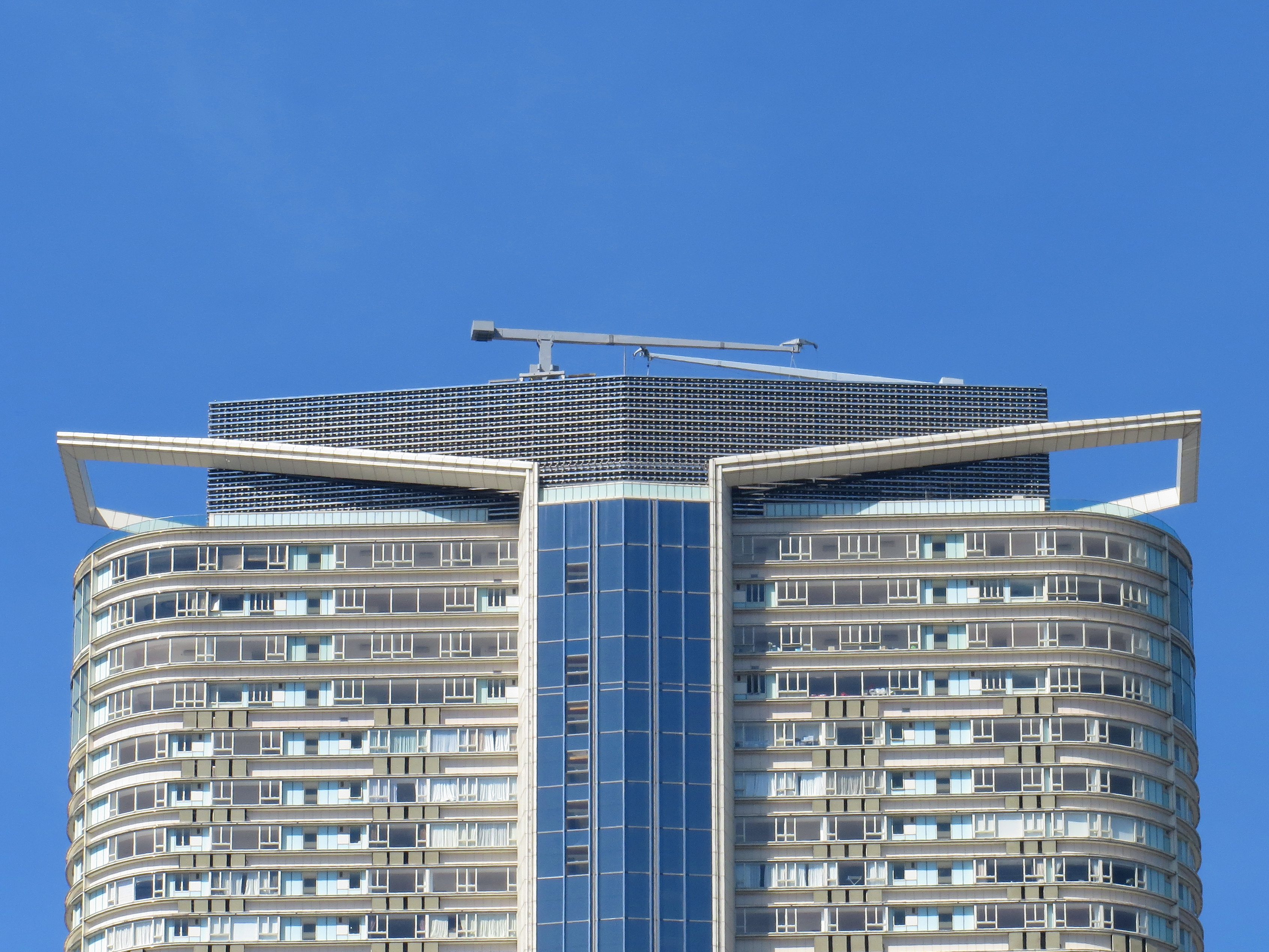
더 마스터피스

펜트하우스 아파트(Penthouse Apartment), 또는 펜트하우스(Penthouse)는 아파트, 호텔 등의 고층 건물의 최고층에 위치한 고급 주거 공간이다. 펜트하우스는 최고층이라는 이점으로 인해 가장 좋은 전망을 보유하는 특징을 지닌다. 또한 테라스, 발코니, 베란다, 옥상 등을 다른 층보다 더 넓게 이용 가능한 이점도 있으며 복층으로 구성된 곳도 있다. 펜트하우스가 본격적으로 유럽과 미국에서 상품화되기 시작한 때는 1920년대이다.

## 어원
본래 건축에서 "penthouse"란 말은 빌딩의 지붕 위에 (Rooftop) 지은 또 다른 구조물을 가리킨다. 국립 국어원은 펜트하우스를 순화시킨 단어로서 "하늘채"를 사용함을 권장하고 있다.

## 문화적 영향
미국의 성인 잡지 《펜트하우스》는 호화스러운 문화를 빗대어 지어진 이름이기도 하다.

## 같이 보기
- 호화 상품